# Jonathon Millar
Jonathon Millar (* 25. September 1974 in Ottawa, Ontario) ist ein kanadischer Springreiter.
Er ist der Sohn des Weltklassereiters Ian Millar sowie der Bruder von Amy Millar. Gemeinsam betreiben sie eine Farm in Perth (Ontario).

## Leben
1992 gewann er Teamgold bei den Nordamerikanischen Meisterschaften der Jungen Reiter, das Jahr darauf gewannen sie die Silbermedaille. 1994 ritt er in Washington, D.C. erstmals in einem kanadischen Team der Reiter. Von 1997 bis 2000 lebte er in den Niederlanden und trainierte bei Emile Hendrix.
2000 waren die drei Millars Mitglieder im kanadischen Nationenpreis-Team beim CSIO Spruce Meadows 'Masters' Tournament in Calgary. 2001 belegten Jonathan, Ian und Amy Millar die ersten drei Plätze bei dem mit $100,000 dotierten Großen Preis von Ocala, dieser Sieg war zugleich Jonathons erster Sieg in einem Großen Preis. 2007 gewann er die Silbermedaille bei den kanadischen Meisterschaften, Gold ging an seinen Vater. Bei den Weltreiterspielen 2010 in Lexington (Kentucky) belegte er mit der Mannschaft Rang fünf.
Im August 2011 wurde er aufgrund eines positiven Drogentestes suspendiert.

## Pferde (Auszug)
- Contino 14 (* 1997), brauner Holsteiner-Wallach, Vater: Contender, Muttervater: Calypso I, Besitzer: Millar Brooke Farm
- Always Cullohill (* 1995), brauner Wallach, Vater: Clover Brigade, Besitzer: Millar Brooke Farm
- Victoria, Stute, Besitzer: Karen Sparks
- Vianco v/d Rampaarden (* 1998), BWP-Wallach, Vater: Darco, Muttervater: Renville, Besitzer: Bridge Brook Arms & Kelly Soleau